# Kłusak francuski

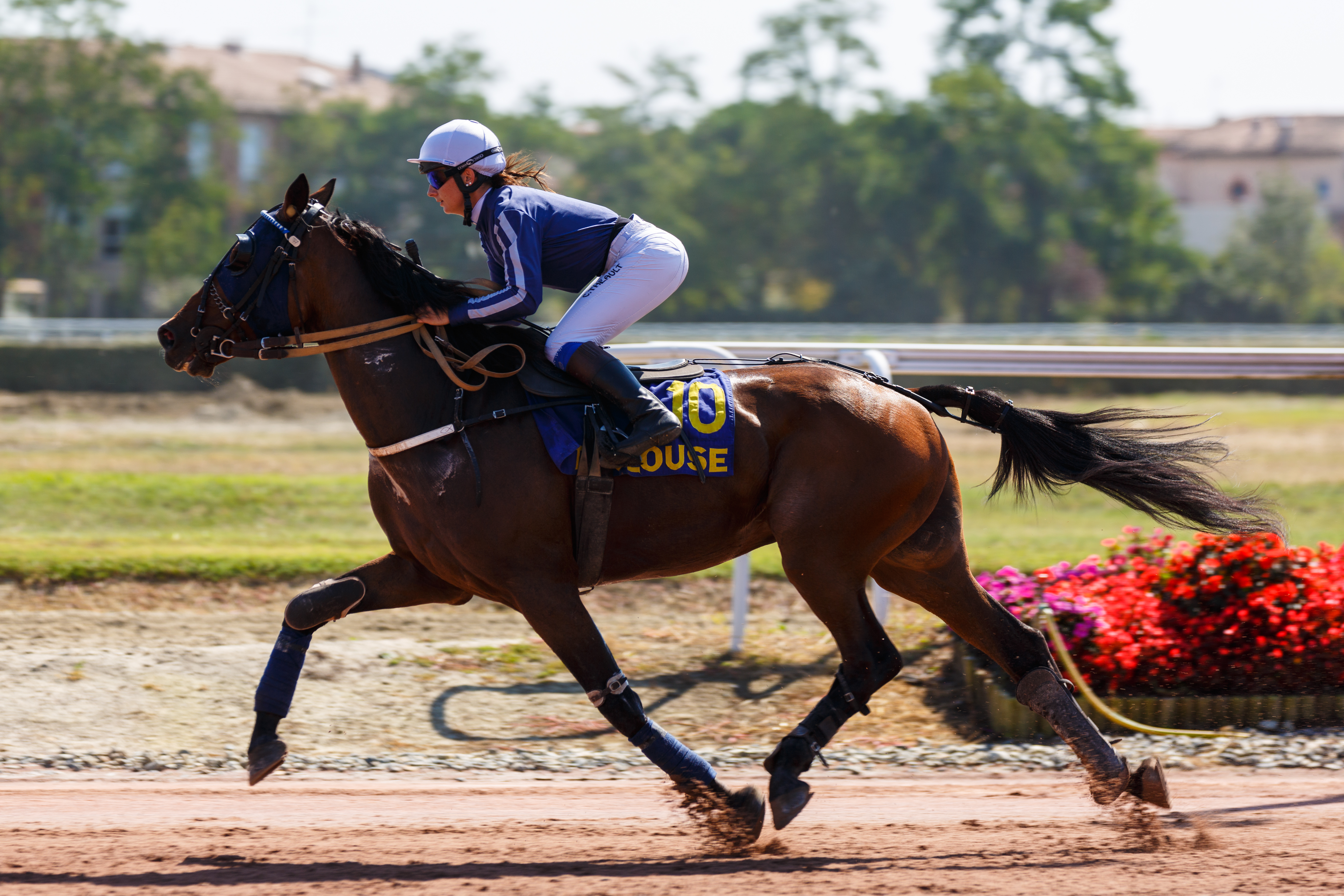
Koń rasy kłusak francuski w trakcie gonitwy

Kłusak francuski (franc. Trotteur français) – gorącokrwista rasa konia, pochodząca z północno-zachodniej Francji. Wykorzystywane są do gonitw w zaprzęgach i wyścigów pod siodłem.

## Historia
Wyścigi kłusaków to jeden z najważniejszych sportów konnych w Kanadzie, Stanach Zjednoczonych, Francji, Belgii, Islandii, Rosji i krajach skandynawskich. Powstawanie ras kłusaczych było związane z okresem zapotrzebowania na szybkie konie zaprzęgowe, kawaleryjskie i artyleryjskie. Pierwszy tor otwarto w Cherbourgu w 1836. W owych czasach ulubionym typem kłusaka był Norman lub Anglonorman. Mówią, że pierwszą gonitwę kłusaków zorganizowano przede wszystkim po to, by wyselekcjonować najlepsze ogiery rozpłodowe. Widowisko okazało się jednak tak wciągające, że zyskało ogromną popularność i stało się atrakcją samą w sobie. Na początku koń normański został skrzyżowany z angielskim roadsterem z Norfolk. Później, już w XIX w., wprowadzono do rasy krew angielską hackneya i rosyjskiego kłusaka Orłowa, tworząc kombinacje najlepszych kłusaków na świecie. Pod koniec wieku wprowadzono również krew amerykańskiego konia standardbred. Jej domieszka wywarła na rasę wyraźny i utrzymujący się wpływ. W 1906 założono księgę stadną francuskich kłusaków. Natomiast sama rasa francuskiego kłusaka została oficjalnie uznana dopiero w 1922. Żeby koń został wpisany do księgi stadnej, musi przebiec kłusem kilometr w czasie niedłuższym niż 1 minuta i 42 sekundy. Ogiery tej rasy mogą być dopuszczone do hodowli czystej krwi tylko wtedy, gdy spełniają minimalne standardy określone w aktualnych przepisach francuskiej księgi stadnej kłusaków. Od 1937 księga została zamknięta przed końmi, które pochodzą od rodziców nie wpisanych do rejestru. Jednakże w ostatnich latach dla utrzymania jakości rasy i poprawienia szybkości francuskich kłusaków, skorzystano znowu z ogierów standardbred. Dziś kłusaki francuskie uważa się za rasę równą innym najlepszym kłusakom, w tym także koniom standardberd.

## Charakter i pielęgnacja
Kłusak francuski to koń doskonałej klasy, z wyglądu, temperamentu i charakteru przypominający dużego i silnego konia pełnej krwi angielskiej. Kłusaki zaprzęgowe są nieco mniejsze niż wierzchowe.

## Francuskie kłusaki dziś
Używane są niemal wyłącznie do gonitw kłusaków w zaprzęgach lub pod siodłem. Te okazy, które nie są w stanie sprostać wymaganiom wyścigów, pozostają doskonałymi końmi wierzchowymi i zdają się mieć wrodzoną zdolność do skoków. Takie kłusaki pod siodło wykorzystywane są w stadninach jako ogiery rozpłodowe. Krew kłusaków francuskich płynie również w żyłach rasy selle francais. Gonitwy kłusaków są również w Polsce, a najlepszym kłusakiem francuskim była Ukamaya Verderie (2015, 2016), następnie Brandy Hornline (2017), a na końcu Barbariska (2018, 2019).
Głównym celem wyścigów jest wyselekcjonowanie najlepszego stada hodowlanego w celu poprawy cech rasy, przy jednoczesnym wspieraniu sektora gospodarki, który zapewnia utrzymanie dziesiątkom tysięcy ludzi.
Konie uznane za nieodpowiednie do wyścigów są często kierowane do innych tradycyjnych sektorów, takich jak jazda rekreacyjna, turystyka jeździecka, pokazy konne, polowania z psami gończymi itp..

## Pokrój
Budowa: sylwetka jest podobna do prawidłowo zbudowanego konia pełnej krwi angielskiej.
Głowa: doskonała, podobna do głowy konia typu pełnej krwi angielskiej. Prosty profil, szerokie czoło, długie, szeroko rozstawione uszy, oczy o czujnym spojrzeniu, węszące nozdrza
Łopatka:początkowo dość stroma, staje się bardziej nachylona, co wpływa na lepszy wykrok przedniej nogi
Maść: kasztanowata, skarogniada lub gniada to najczęściej występujące maści, czasem dereszowate, z czarnymi, rzadziej szarymi plamkami
Wysokość w kłębie: zwykle około 162-165cm.